# Trestní právo (časopis)
Trestní právo je odborný právnický časopis věnovaný otázkám trestního práva. Vychází od roku 1996, kdy jeho vznik iniciovala skupina trestních soudců Nejvyššího soudu v čele s jeho místopředsedou Pavlem Kučerou. Původně byl měsíčníkem a od roku 2014 je čtvrtletníkem. Časopis původně vydávalo nakladatelství ORAC s.r.o., od roku 2004 nakladatelství LexisNexis CZ s.r.o., od roku 2009 Novatrix s.r.o. a od května 2012 Wolters Kluwer ČR a.s.
Vydávání časopisu řídí redakční rada, ISSN 1211-2860. Časopis je zařazen na seznam recenzovaných neimpaktovaných periodik Rady vlády pro vědu, výzkum a inovace. Texty článků přebírá právnický informační systém ASPI nakladatelství Wolters Kluwer, a.s.

## Členové redakční rady
- JUDr. Josef Doucha: od 1996
- JUDr. Karel Hasch: od 1996
- doc. JUDr. Zdeněk Koudelka, Ph.D.: od 2010
- JUDr. Pavel Kučera: předseda od 1996
- doc. JUDr. František Novotný, CSc.: od 2004
- JUDr. Stanislav Rizman: od 1996
- JUDr. Jiří Teryngel: od 1996
- doc. JUDr. Pavel Vantuch, CSc.: od 2010

Bývalí členové:
- prof. JUDr. Dagmar Císařová, DrSc.: 1997–2011
- JUDr. Petr Coufal: 1997-2013
- prof. JUDr. Jaroslav Fenyk, Ph.D., DSc.: 2004–2010
- prof. JUDr. Jaroslav Ivor, DrSc.: 2011-2014
- prof. JUDr. Jiří Musil, CSc.: 1997–2005